# Majestic 12
Majestic 12 (abreujat com MJ-12 o MJ-XII) és el nom en clau, segons els creients de l'origen extraterrestre del fenomen ovni, d'un presumpte comitè secret de científics, caps militars i oficials del govern format en 1947 sota la direcció del president nord-americà Harry Truman.